# Wilhelm Hepp
Wilhelm Hepp (* 1764 in Rothenfels; † 10. Februar 1832 in Amberg) war ein Oberpfälzer Orgelbauer.

## Leben
Er stammt aus der Schule des Amberger Orgelbauers Johann Konrad Funtsch. Am 1. Mai 1792 heiratete er Catharina Bacher, mit der er zwischen 1793 und 1810 zehn Kinder hatte. Er erwarb 1797 das kurfürstliche Orgelbauerpatent und führte 1810 nach dem Tod von Johann Adam Funtsch dessen Amberger Werkstatt weiter. Bei ihm lernte Friedrich Specht, der seine Werkstatt fortführte.

## Werke
| Jahr        | Ort                           | Kirche                             | Bild | Manuale | Register | Bemerkungen |
| ----------- | ----------------------------- | ---------------------------------- | ---- | ------- | -------- | --- |
| 1796        | Ammerthal                     | St. Nikolaus                       |      | I/P     | 8        | "Mein eigentliches Meisterstück" (Hepp). Nur die Fassade des Prospekts ist erhalten, versetzt auf die Empore der alten Kirche. Das Werk ging 1952 beim Neubau durch Eduard Hirnschrodt verloren. In der angebauten neuen Kirche (1972) seit 2004 ein Werk von Orgelbau Sandtner (22/II/P).                |
| um 1800     | Irlbach bei Wenzenbach        | Mariä Himmelfahrt                  |      | I/P     | 7        | Nicht erhalten, die letzte Pfeifenorgel der alten Kirche wurde um 1960 von Friedrich Meier erbaut (8/I/P) und 2000 nach Herzogau bei Waldmünchen transferiert. |
| 1803        | Velburg                       | Herz-Jesu                          |      | I/P     | 12       | Prospekt und Werk bestens erhalten, 1979 Sanierung durch Georg Jann (Allkofen), 2017 stilgerechte Restaurierung und Rekonstruktion durch Orgelbau Dlabal & Mettler (Bilsko, CZ) |
| 1816        | Hausen bei Ursensollen        | St. Georg                          |      | I/P     | 8        | Prospekt und Werk erhalten, 1890 und 1914 Umbauten Ludwig Edenhofer junior, ebenso 1969 Michael Weise. |
| 1819        | Ehenfeld                      | St. Michael                        |      | I/P     | 8        | Disposition: Koppel 8', Solicinal 8', Principal 4', Flauten gedeckt 4', Octava 2', Quint 1 1/2', Mixtur 3-fach 1', Violon Bass 8'. Nicht erhalten. Derzeit Eduard Hirnschrodt op. 68 (1960) mit imposantem Freipfeifenprospekt.                                                                           |
| 1820        | Ursulapoppenricht             | St. Ursula                         |      | I/P     | 7        | Disposition: Copel 8', Principal 4', Flöte 4', Octave 2', Quint 1 1/2', Mixtur 3-fach 1', Violonbass 8'. Alte Kirche und Hepp-Orgel nicht erhalten. 1912 neue Kirche von Heinrich Hauberrisser, Orgel von Ignaz Weise mit 10/II/P, Gehäuse erhalten. Darin seit 1982 neues Werk derselben Firma (12/II/P) |
| 1822        | Kirchenreinbach bei Etzelwang | St. Ulrich                         |      | I/P     | 7        | Prospekt mit Signatur erhalten, 1965 Ausbau durch Walker (Ludwigsburg) auf 7/II/P; 2012 Neubau von Hoffmann & Schindler (12/II/P) mit Übernahme von Walcker-Material. |
| 1823        | Rechberg                      | Wallfahrtskirche Mariä Heimsuchung |      | I/P     | 7        | Prospekt und Werk sehr gut erhalten, Juli 2009 Restaurierung durch Orgelbau Sandtner. |
| nach 1823 ? | Guteneck                      | Schlosskapelle St. Katharina       |      | I/P     | 4        | Gehäuse erhalten, 1952 Neubau Eduard Hirnschrodt (6/II/P), 1990 Überholung Heick. Die „Kunstdenkmäler des Königreichs Bayern, Bezirksamt Nabburg“ (1910) melden, dass die Kirche 1823 nach einem Brand wieder aufgebaut wurde.                                                                            |